# گودیش
گودیش (به لاتین: Gvedysh) یک منطقهٔ مسکونی در روسیه است که در داغستان واقع شده‌است.